# 藤田茜シーズン1
『藤田茜シーズン1』（ふじたあかねシーズン1）は、2018年1月26日から2021年12月3日まで音泉にてプレミアムサポーター限定配信されていた動画付きラジオ番組。第101話目（2021年12月17日）からは、『藤田茜シーズン2』と名前を変え、配信されている。
本項では、後継番組『藤田茜シーズン2』についても紹介する。

## 番組概要
2018年1月16日に音泉公式twitter内にて、2018年1月26日から番組開始の発表がなされた。
『ひとり遊びのプロフェッショナル、藤田茜が一度はやってみたい、興味はあるけどやってなかったこと、他ではできないようなことにチャレンジするプレミアムな番組』と、番組ホームページで紹介されている通り、ケーキなどの料理企画、色々な食べ物の食べ比べ、イラスト作成、工作、お花見、推し女性声優語り、色々なテーマを決めてリスナーにメールを募集するなど、多岐に渡る企画が数多く行われている。
基本、音泉プレミアムサポーター限定配信だが、予告パートが存在し、そこは無料視聴できる。主に本編収録後の感想をパーソナリティが、軽く語る構成となっており、このパートは有料パートに収録されていない事がほとんどのため、全編楽しみたい場合は、両方見る必要がある。また番組の構成上、予告パートが、本編の無料パートと化す事もある。ただし、その場合でも、本編を全て視聴するには、プレミアムサポーターである必要がある。

### 配信日
- 音泉
  - 隔週金曜配信（2018年1月26日 - 2021年12月3日 ）

### パーソナリティ
- 藤田茜

### ゲスト
注：
- 第5話 （2018年3月23日）  吉岡茉祐[20]
- 第12話 (2018年6月29日)   下地紫野[21][注 2]
- 第13話 (2018年7月13日)   小見川千明、BANBANBAN山本[22]
- 第20話 (2018年10月19日)  立花理香[23]
- 第22話 (2018年11月16日)  楠木ともり[24]
- 第23話 (2018年11月30日)  宮本侑芽[25]
- 第27話 (2019年1月25日)   高橋未奈美[26]
- 第30話 (2019年3月8日)    下地紫野[27]
- 第36話 (2019年5月31日)   下地紫野[28][注 3]
- 第37話 (2019年6月14日)   下地紫野[29][注 4]
- 第39話 (2019年7月12日)   飯塚晴子[30]
- 第47話 (2019年10月25日)  長縄まりあ[31]
- 第50話 (2018年12月6日)   五十嵐裕美[32]
- 第54話 (2020年1月31日)    高橋未奈美[33]
- 第55話 (2020年2月14日)   田中美海[34]
- 第57話 (2020年3月13日)   高田憂希[35]
- 第63話 (2020年6月19日)   下地紫野・高田憂希・長縄まりあ[36][注 5]
- 第78話 (2021年1月29日)   高橋ミナミ[37]
- 第79話 (2021年2月12日)   田中美海[38]
- 第87話 (2021年6月4日)    下地紫野[39]
- 第89話 (2021年7月2日)    飯塚晴子[40]
- 第100話 (2021年12月3日)  下地紫野[41][注 6]

### コーナー
ちょっと聞いてよ藤田さん
藤田さんに聞いてもらいたいことや聞きたいこと、楽しい話を送るコーナー。
こんなのどうですか藤田さん
藤田さんにやってもらいことや、自分が好きなことなど提案するコーナー。
これ言ってください藤田さん
藤田さんに言ってもらいたいひとことを送るコーナー。回ごとにテーマに沿って募集が掛けられる。

### 生配信
「音泉　27時間ニコ生」
- 開催日：2018年7月14日
- 配信元：ニコニコ生放送
- ゲスト：下地紫野

「藤田茜シーズン1　100話生配信だよ、藤田さん」
- 開催日：2021年11月25日
- 配信元：YouTube Live（音泉YouTubeチャンネル）[44]
- ゲスト：下地紫野

### イベント
『「藤田茜ブロマイドお渡し会」』
- 開催日：2018年8月12日
- 会場：東京国際展示場

『「藤田茜シーズン1」～初の単独イベントやるよ、藤田さん～』1・2部
- 開催日：2019年5月18日
- 会場：東京国際交流館(プラザ平成) 国際交流会議場
- ゲスト:下地紫野

『「藤田茜シーズン1」Tシャツその2ブロマイドお渡し会』
- 開催日：2019年10月5日
- 会場：13式催事空間

### 配信イベント
『「藤田茜シーズン１」～生誕10,000日記念生配信だよ、藤田さん～』
- 開催日：2020年6月13日
- 配信元：ニコニコ生放送
- ゲスト：下地紫野、高田憂希、長縄まりあ

### グッズ
| 販売日  | グッズ名 | 備考 |
| 2018年  | 2018年 | 2018年 |
| ------- | --- | --- |
| 8月10日 | DVD『「藤田茜シーズン1」～下地紫野さんと行く静岡の旅だよ藤田さん～』+茶娘だよ藤田さんアクリルキーホルダーセット | コミックマーケット94にて会場販売。購入者先着順にて、2018年8月12日に行われる「藤田茜ブロマイドお渡し会」の参加券が配布された。                                                                   |
| 2019年  | | |
| 3月2日  | 「藤田茜シーズン1」Tシャツその1                                                                                 | ＜音泉＞祭り 2019冬にて会場先行販売。 |
| 5月18日 | 「藤田茜シーズン１」マグカップその1                                                                             | 『「藤田茜シーズン１」 ～初の単独イベントやるよ、藤田さん～』にて、会場先行販売。購入者には特典として撮りおろしのブロマイドがプレゼントされた。                                                 |
| 8月     | 「藤田茜シーズン1」Tシャツその2                                                                                 | 音mart・セブンネットショッピングにて販売。 セブンネットショッピング限定特典として、抽選で2019年10月5日に行われる『「藤田茜シーズン1」Tシャツその2ブロマイドお渡し会』の参加メールが送付された。 |
| 2020年  | | |
| 2月2日  | 「藤田茜シーズン1」Tシャツその3                                                                                 | ＜音泉＞祭り 2020冬にて会場先行販売。 |

### エピソード
- 藤田が人や動物を描く際、あごを伸ばして描くクセがあったため、藤田が描く絵に放送作家が「アゴーズ」と名付けるようになった。藤田はあごの長いウサギを好んで描くため、自然と番組のマスコット的存在となり、番組グッズにおいて数多く登場している。
- 音泉公式チャンネルが上げている、DVD『「藤田茜シーズン1」～下地紫野さんと行く静岡の旅だよ藤田さん～』の番組ダイジェスト動画内にて、「立花理香さんに2万取られて」という発言は、当時、音泉にて配信されていた、『立花理香のハッピーマネー・プロジェクト』の番組予算として、知らぬ間に『藤田茜シーズン１』の予算が徴収されていた為。後に、『鷲崎健・藤田茜のグレパラジオ』で同番組が話題となった際[62]、その愚痴をこぼした所、その次の回の『グレパラジオ』[63]に叙々苑弁当の差し入れが行われたが、予算の取られた『藤田茜シーズン1』に対しては、何もなかった為、その行為が、逆に火に油を注ぐ形となってしまった。ただその後、第20話において、ゲストとして立花が菓子折りを持ち、誤解を解きに来たことにより、プロレス騒動は収まりを見せた。（番組の偉い人達の中で、予算の移動の話が行われていた所があり、立花は詳細を知らぬ間に2万円受け取っており、藤田は詳細を知らぬ間に2万円渡していたというのが事の真相）[64]
- 「藤田茜シーズン1」の第21話は、本来、2018年11月2日に配信を予定していたが、都合により、配信が1週間延期され、2018年11月9日に配信された。ただし、中止ではなく、延期という形をとっており、翌週の2018年11月16日には、第22話が配信されている。[65][66]
- ゲーム『クッキークリッカー』を語る際に、藤田がよく着る『クッキークリッカー』仕様のTシャツは、『「藤田茜シーズン1」～初の単独イベントやるよ、藤田さん～』が行われた際、プレゼントBOXに入っていた、リスナーからの贈り物である。[67]
- 2019年7月12日に配信された第39話にて、ゲストに来たアニメーターの飯塚晴子に、リスナーの後押しもあり、藤田が自身のイラストを描いてもらうよう依頼した所、了承を得る。のちに完成したイラストは、番組内の幕間のイラストとして現在も使用されている。[68]
- 本来、第60回配信がなされる予定だった、2021年4月24日は、新型コロナウィルスの影響を考慮し、配信が休止となるが、その代わりに、藤田からの直筆メッセージが、番組ホームページに掲載される事となった。[69]

## 藤田茜シーズン2
『藤田茜シーズン2』（ふじたあかねシーズン2）は、2021年12月17日から音泉にてプレミアムサポーター限定配信されている動画付きラジオ番組

### 番組概要
2021年11月25日に『藤田茜シーズン１』の第100話を記念して行われた「YouTube Live」の生配信にて発表された「藤田茜シーズン１」の後継番組であり、番組話数は、『シーズン1』から継続して数える形のため、『シーズン2』の1話目は、第101話となっている。番組趣旨は変わらず、「ひとり遊びのプロフェッショナル、藤田茜が一度はやってみたい、興味はあるけどやってなかったこと、他ではできないようなことにチャレンジするプレミアムな番組」となっているが、配信スタイルが若干変更され、前半を無料パートにし、無料で見られる部分が大幅に増える形となった。それに伴い、『シーズン1』で存在した、本編の感想を語る告知パートが、無くなってしまったが、音泉の公式twitterにて、番組配信が告知される際、その名残と見られる短編動画が、たびたびアップされる。

#### 配信日
- 音泉
  - 隔週金曜配信（2021年12月17日 -  ）

#### パーソナリティ
- 藤田茜

### ゲスト
- 第105話 (2022年2月11日) 鈴代紗弓[72]
- 第111話 (2022年5月6日)  本渡楓[73]
- 第113話 (2022年6月3日) 内田彩[74][75]
- 第115話 (2022年7月1日)  下地紫野[76]
- 第119話 (2022年8月26日) 飯塚晴子[77]
- 第124話 (2022年11月4日) 下地紫野[78]
- 第126話 (2022年12月2日) 高田憂希[79][80]
- 第129話 (2023年1月14日) 高田憂希[81][82]
- 第130話（2023年1月27日）高田憂希[83]
- 第131話（2023年2月10日）三上枝織[84]
- 第145話 (2023年8月25日) 三上枝織[85]
- 第150話 (2023年11月6日) 下地紫野[86][87]

### コーナー
ちょっと聞いてよ藤田さん
藤田さんに聞いてもらいたいことや聞きたいこと、楽しい話を送るコーナー。
こんなのどうですか藤田さん
藤田さんにやってもらいことや、自分が好きなことなど提案するコーナー。
これ言ってください藤田さん
藤田さんに言ってもらいたいひとことを送るコーナー。回ごとにテーマに沿って募集が掛けられる。
プレゼントコーナー
プレゼント応募のコーナー。パーソナリティの作成した工作物などがプレゼントされる。『シーズン2』になり、追加された。

### 生配信
「藤田茜シーズン2　年始めは生配信だよ、藤田さん」
- 開催日：2023年1月13日
- 配信元：YouTube Live（音泉YouTubeチャンネル）[89]
- ゲスト：高田憂希

「藤田茜シーズン2〜150話生配信だよ、藤田さん〜」
- 開催日：2023年11月5日
- 配信元：YouTube Live（音泉YouTubeチャンネル）[91]
- ゲスト：下地紫野

### イベント
『「藤田茜シーズン２」　～3年ぶりのリアルイベントだよ、藤田さん～』
- 開催日：2022年5月28日
- 会場：せいせきアウラホール
- ゲスト:内田彩

『「藤田茜シーズン2 定期集会だよ藤田さん2024冬 ～バースデー＆バレンタイン～』
- 開催日：2024年2月4日
- 会場：エンタス（秋葉原）

### グッズ
| 販売日  | グッズ名                        | 備考 |
| 2022年  | 2022年                          | 2022年 |
| ------- | ------------------------------- | --- |
| 5月28日 | 「藤田茜シーズン2」Tシャツその1 | 『「藤田茜シーズン２」 ～3年ぶりのリアルイベントだよ、藤田さん～』にて会場先行販売。同日発売された、「その2のTシャツ」も同時購入すると、パーソナリティの直筆缶バッチがプレゼントされた。 |
| 5月28日 | 「藤田茜シーズン2」Tシャツその2 | 『「藤田茜シーズン２」 ～3年ぶりのリアルイベントだよ、藤田さん～』にて会場先行販売。 |
| 2024年  |                                 | |
| 2月4日  | 「藤田茜シーズン2」Tシャツその3 | 『藤田茜シーズン2 定期集会だよ藤田さん2024冬 ～バースデー＆バレンタイン～』にて初販売。                                                                                                  |

### エピソード
- 『シーズン２』開始当初、番組名を間違えて『シーズン1』と誤って口にしてしまう人が、藤田含めてスタッフ陣の中でも続出したため、藤田が血を吐いたウサギの貯金箱を作成し、誤るたびに100円貯金をすることが定められた。[98]
- 2022年5月28日に行われた『「藤田茜シーズン２」　～3年ぶりのリアルイベントだよ、藤田さん～』は、『「内田彩の今夜一献傾けて」イベント　～聖蹟桜ヶ丘で藤田茜さんと一献～』との合同イベントとなっており、それぞれがそれぞれの番組にゲスト出演している。
- 『シーズン1』 第57話で、藤田が高田へエッグパンを贈った事もあり、2020年6月13日の藤田茜生誕10000日イベントにて、逆に、高田が藤田へ卵焼き券（高田が藤田へもらったエッグパンで卵焼きを料理提供する券）を贈るという一連のやり取りがなされたのだが、コロナ等の影響もあり、なかなかその先の実現が叶わなかった。しかし、『シーズン2』第130話にて、ついにひと段落を迎える運びとなった。
- 『シーズン2』 第150話まで、基本スタイルとして『OP→「ちょっと聞いてよ藤田さん」（いわゆるふつおたコーナー）→「各話数ごとの企画」→ED』の形式が取られていたが、第151話より、「ちょっと聞いてよ藤田さん」と、「各話数ごとの企画」を行う順番が、入れ替わりとなり、企画部分が無料パート、「ちょっと聞いてよ藤田さん」が有料パートとなった。ただし、企画中に「ちょっと聞いてよメール」が読まれたり、有料パート部分に企画がずれ込む事もよくあるため、見方によっては、二つのパートの垣根が低くなったと捉えることもできる。